# Gare de Nedroma
La gare de Nedroma est une gare ferroviaire algérienne, actuellement fermée, située sur le territoire de la commune de Tienet, dans la wilaya de Tlemcen.

## Situation ferroviaire
La gare est située sur la ligne de Akid Abbes à Ghazaouet, où elle est précédée de la gare de Souani et suivie de celle de Ghazaouet.

## Service des voyageurs

### Desserte
En 2023, la gare n'est pas desservie par les trains de la Société nationale des transports ferroviaires.